# White Pony
White Pony (slang para varias drogas, aunque es mayormente usado para referirse a la cocaína) es el tercer álbum de estudio de Deftones, publicado el 20 de junio de 2000 coincidiendo con el 27 cumpleaños de Chino Moreno por el sello Maverick. Terry Date vuelve a producir este disco, uno de los más aclamados de la banda (junto a Around the Fur).
Maverick Records y Deftones lanzaron tres ediciones de White Pony. En una de ellas, White Cover [Re-Release], aparece el sencillo "Back to School" como primera canción del disco. Esta canción fue añadida únicamente como estrategia de marketing y Chino Moreno ha declarado no estar contento con ello.
Deftones lograron ganar un Grammy en 2001, a la Mejor Actuación Metal por la canción "Elite". En White Pony aparecen invitados estrella en la grabación de algunas de las canciones, como Maynard James Keenan, vocalista de Tool, que presta su voz y compone la pista "Passenger".
El álbum fue todo un éxito de ventas, terminando el año 2000 en la tercera posición del Billboard de ese año.

## Canción por canción
*De la edición original (portada gris)

### Feiticeira
*En español: "Hechicera"
- Música: La canción se compone de súbitos cambios entre acordes de guitarra estáticos con versos lentos y coros rápidos y fuertes. En el coro final se incluyen voces guturales distorsionadas.

- Significado: "Feiticeira" es una palabra portuguesa que leí en una revista y simplemente me gustó. La canción en sí se basa en la idea de ser tomado prisionero. Es totalmente ficticia. Quiero que la gente que la escuche se sienta como si ellos fueran los que se encuentran en la situación. Por eso es que la canto en primera persona." - Chino.[3]

### Digital Bath
"Ducha Digital"
- Música: La canción parte de un tranquilo ritmo reminicente del género trip hop para luego introducir fuertes coros que se expanden cada vez más.

- Significado: La canción habla de poner a una mujer dentro de una bañera para después electrocutarla arrojando algún aparato eléctrico en ella, para después secar su cuerpo y vestirla de nuevo.[4]

### Elite
"Élite"
- Música: Una canción bastante agresiva que funde fuertes gritos con guitarras pesadas y numerosos efectos electrónicos, todo al mismo tiempo.

- Significado: "Esta canción se burla de todos aquellos que tratan de ser lo que ya son. Si piensas que formas parte de la élite, lo eres." - Chino.[5]

### RX Queen
"Reina RX"
- Música: Empieza con una batería leve y constante además de algunas notas de bajo que luego se conectan punteos simples de guitarra, el puente de la canción incluye voces distorsionadas y demás efectos electrónicos, para derivar en fuertes coros

- Significado: La canción habla de un hombre que está enamorado de una mujer que tiene muchos problemas de salud (RX significa: "prescripción médica").[6] Cuenta con la colaboración de Scott Weiland, ex-vocalista de Stone Temple Pilots y Velvet Revolver.[7]

### Street Carp
"Carpa Callejera"
- Música: Una canción rápida y agresiva similar a las primeras composiciones de la banda.

- Significado: Es acerca de encontrarte en la calle con una persona a la que no habías visto en mucho tiempo, pero realmente no quieres hablarle, aunque es alguien en quien sigues interesado. Se hizo un vídeo promocional para la canción, aunque ésta nunca se lanzó como sencillo.[8]

### Teenager
"Adolescente"
- Música: Una canción de trip-hop tranquila y lenta con guitarra acústica y mucha experimentación con sonidos electrónicos, esta fue la primera vez que Deftones creó una canción en el género del dream pop, estilo que Chino Moreno continuaría explorando con su proyecto alterno: la banda Team Sleep, así como en los futuros álbumes de su banda principal.

- Significado: La canción trata de un joven romance llegando a su fin.[9]

### Knife Prty
"Fiesta De Cuchillos"
- Música: Una rápida progresión cuerda-por-cuerda abre el camino para un fuerte y pesado intro, el patrón es constante a través de la canción hasta la última parte de la canción, donde podemos escuchar la potente voz de Rodleen Getsic como colofón.

- Significado: La canción habla de ir a una "galería de tiro": un lugar a donde la gente va para inyectarse droga. "Cuchillo" es otro nombre que se le da a las jeringas que se usan para inyectar drogas directo al torrente sanguíneo.[10]

### Korea
"Korea"
- Música: Una canción rápida y pesada, con una voz, guitarras y batería relativamente claras e intensas. En el puente se incluye un solo de "scratch".

- Significado: "Esta fue la primera canción que escribimos para el disco. Es un poco agresiva. Habla acerca de la vida nocturna, tú sabes: de ponis blancos, desnudistas, y drogas." Pony blanco es otro de los nombres que se le da a la cocaína.[11]

### Passenger
"Pasajero"
- Música: Una canción que conecta versos tranquilos y atmosféricos con fuertes y rápidos coros por medio de pesados acordes de guitarra.

- Significado: Es metafórica, ya que, literalmente, trata de dos personas que tienen sexo dentro de un automóvil que va a gran velocidad, pero la canción está dedicada a unos amigos que se dirigen a casa y que sufren un accidente en el cual solo muere el copiloto. Cuenta con la colaboración de Maynard James Keenan, vocalista de las bandas Tool y A Perfect Circle.[12]

### Change
*Cambiar
- Música: La apertura así como los versos se componen de suave guitarra, batería, bajo así como teclados atmosféricos, luego entra un fuerte coro que progresivamente se expande cada vez que llega. "Change" se convertiría en una de las canciones más famosas de la banda.

- Significado: "Es una canción metafórica. Puedes tomarla de forma literal, como si yo viera a alguien transformarse en una mosca, y luego la atrapara y le arrancara sus alas mientras me río, en consecuencia de alguna forma pierdo mi vida." - Chino.[13]

### Pink Maggit
*Maggit Rosa
- Music: La canción inicia con sonidos atmosféricos, mientras progresa se puede oír a Moreno gimiendo como sonido de fondo, luego se convierte en una canción rápida y pesada, para más adelante, disolverse hasta que sólo puede oírse los latidos de un corazón.

- Significado: "En esta canción trato de dar confianza. Muchos artistas hacen canciones que les dicen a los niños que está bien ser matoneados en la escuela, que es normal, pero no está bien. No dejes que te ridiculicen. Conviértete en el líder de tus alrededores. La confianza es una de las cosas más importantes en la vida, si la tienes, puedes hacer lo que quieras." - Chino.[14]

## Lista de canciones
| N.º   | Título                                 | Duración |  |
| 1.    | «Feticeira»                            | 3:09     |  |
| 2.    | «Digital Bath»                         | 4:15     |  |
| 3.    | «Elite»                                | 4:01     |  |
| 4.    | «RX Queen» (con Scott Weiland)         | 4:27     |  |
| 5.    | «Street Carp»                          | 2:41     |  |
| 6.    | «Teenager»                             | 3:20     |  |
| 7.    | «Knife Prty»                           | 4:49     |  |
| 8.    | «Korea»                                | 3:23     |  |
| 9.    | «Passenger» (con Maynard James Keenan) | 6:07     |  |
| 10.   | «Change (In the House of Flies)»       | 4:59     |  |
| 11.   | «Pink Maggit»                          | 7:32     |  |
| 48:43 |                                        |          |  |

| Edición limitada |                      |          |  |
| N.º              | Título               | Duración |  |
| 12.              | «The Boy's Republic» | 4:45     |  |
| 53:30            |                      |          |  |

| Reedición |                                |          |  |
| N.º       | Título                         | Duración |  |
| 1.        | «Back to School (Mini Maggit)» | 3:57     |  |
| 52:40     |                                |          |  |

## Créditos
- Chino Moreno - Voz, guitarra
- Abe Cunningham - Batería
- Chi Cheng - Bajo
- Frank Delgado - Turntable
- Stephen Carpenter - Guitarra
- Terry Date - productor, mezclas
- DJ Crook – programación
- Scott Weiland - voz de RX Queen
- Maynard James Keenan – cantante adicional (en "Passenger")
- Rodleen Getsic – cantante adicional (en "Knife Party")
- Frank Maddocks – dirección artística, diseño del álbum

## Puestos en listas
Álbum
| País          | Chart                 | Posición          |
| ------------- | --------------------- | ----------------- |
| US            | Billboard 200         | 3                 |
| Canadá        | Canadian Albums Chart | 8[cita requerida] |
| Mundo         | Top Internet Albums   | 1[cita requerida] |
| UK            | UK Albums Chart       | 13                |
| Australia     | ARIA Charts           | 2[cita requerida] |
| Francia       | Les Charts            | 6                 |
| Alemania      | Top German Albums     | 11                |
| Suiza         | Swiss charts          | 68                |
| Austria       | Austria               | 39                |
| Holanda       | Netherlands           | 27                |
| Bélgica       | Belgium               | 27                |
| Suecia        | Sweden                | 35                |
| Finlandia     | Finland               | 13                |
| Noruega       | Norway                | 19                |
| Nueva Zelanda | New Zealand           | 14                |
| Irlanda       | Irish Albums Chart    | 21                |

Singles
| Año  | Sencillo                         | Mejor puesto | Mejor puesto | Mejor puesto |
| Año  | Sencillo                         | U.S. Mod     | U.S. Main    | UK           |
| ---- | -------------------------------- | ------------ | ------------ | ------------ |
| 2000 | "Change (In the House of Flies)" | 3            | 9            | 15           |
| 2000 | "Back to School (Mini Maggit)"   | 18           | 25           | 25           |
| 2001 | "Digital Bath"                   | 3            | 11           | 26           |